# きらり通り

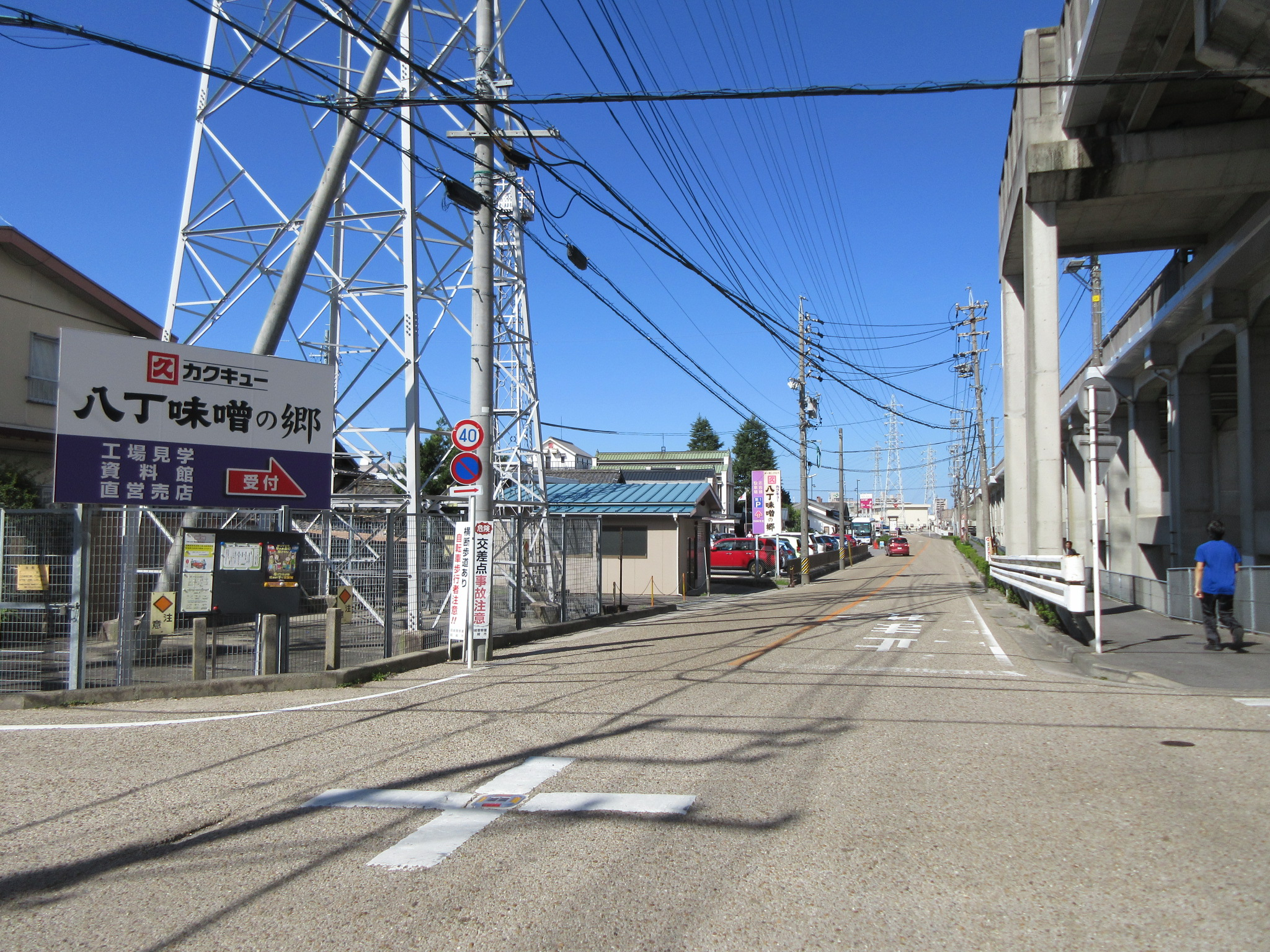
松葉通りと接続する交差点。

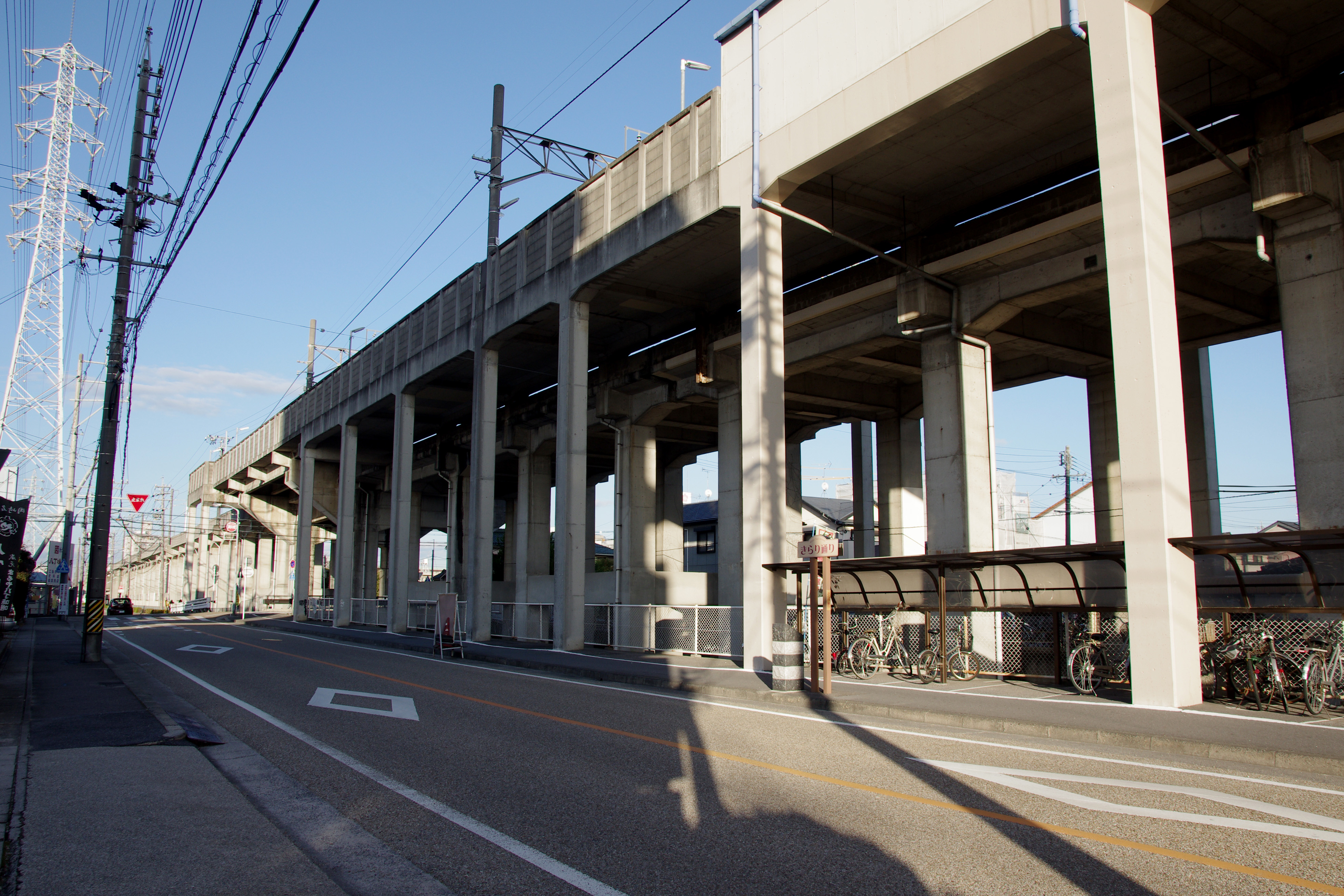
起点付近。高架上に中岡崎駅があり、その下にきらり通りの標識が設置されている。

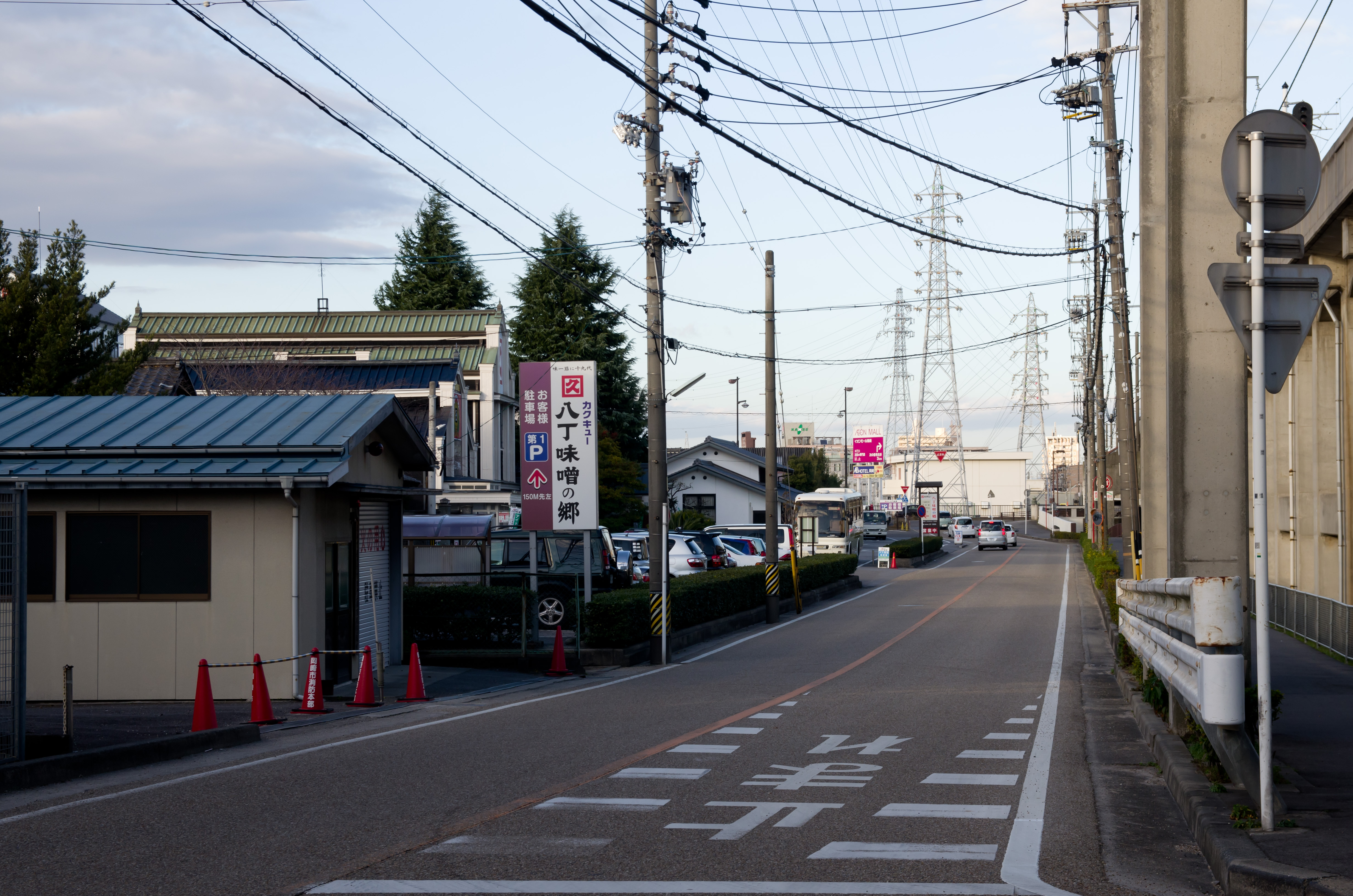
中間地点から終点方面。八丁味噌の郷・史料館がある。

きらり通り（きらりどおり）とは、愛知県岡崎市八帖町を南北に通る市道の愛称である。

## 概要
2006年（平成18年）度上半期NHK連続テレビ小説『純情きらり』の放送に伴い名づけられた愛称道路であるが、市道そのものは以前から存在していた。きらり通りの愛称は、八帖町の町内会が高まるまちおこしの期待感を込めて要望を出したものである。
「純情きらり手形の道」の一部でもあり、沿線には『純情きらり』出演者たちの手形が点在している。北から順に塩見三省・戸田恵子・八名信夫・福士誠治・室井滋の手形がある。室井滋の手形の横には石でできた味噌樽がある。
案内標識は一般的な道路の通称名標識とは異なるしゃれたデザインのものが設置されている。

## 区間
- 中岡崎停車場の西側ロータリー手前から国道1号交点まで約300mをきらり通りに指定。

## 接続する路線
- 八帖往還通り（岡崎市）
- 松葉通り（岡崎市）

## 交通規制
- 八帖往還通りとの交点は一時停止場所。自動車の交通量が多いが信号機による交通整理は行われていない。

## 沿線・周辺
- 八丁味噌
  - 合資会社八丁味噌
  - 株式会社まるや八丁味噌
- 愛知環状鉄道中岡崎駅
- 名鉄名古屋本線岡崎公園前駅